# Heterogorgia gracilis
Heterogorgia gracilis är en korallart. Heterogorgia gracilis ingår i släktet Heterogorgia och familjen Plexauridae. Inga underarter finns listade i Catalogue of Life.